# Обва

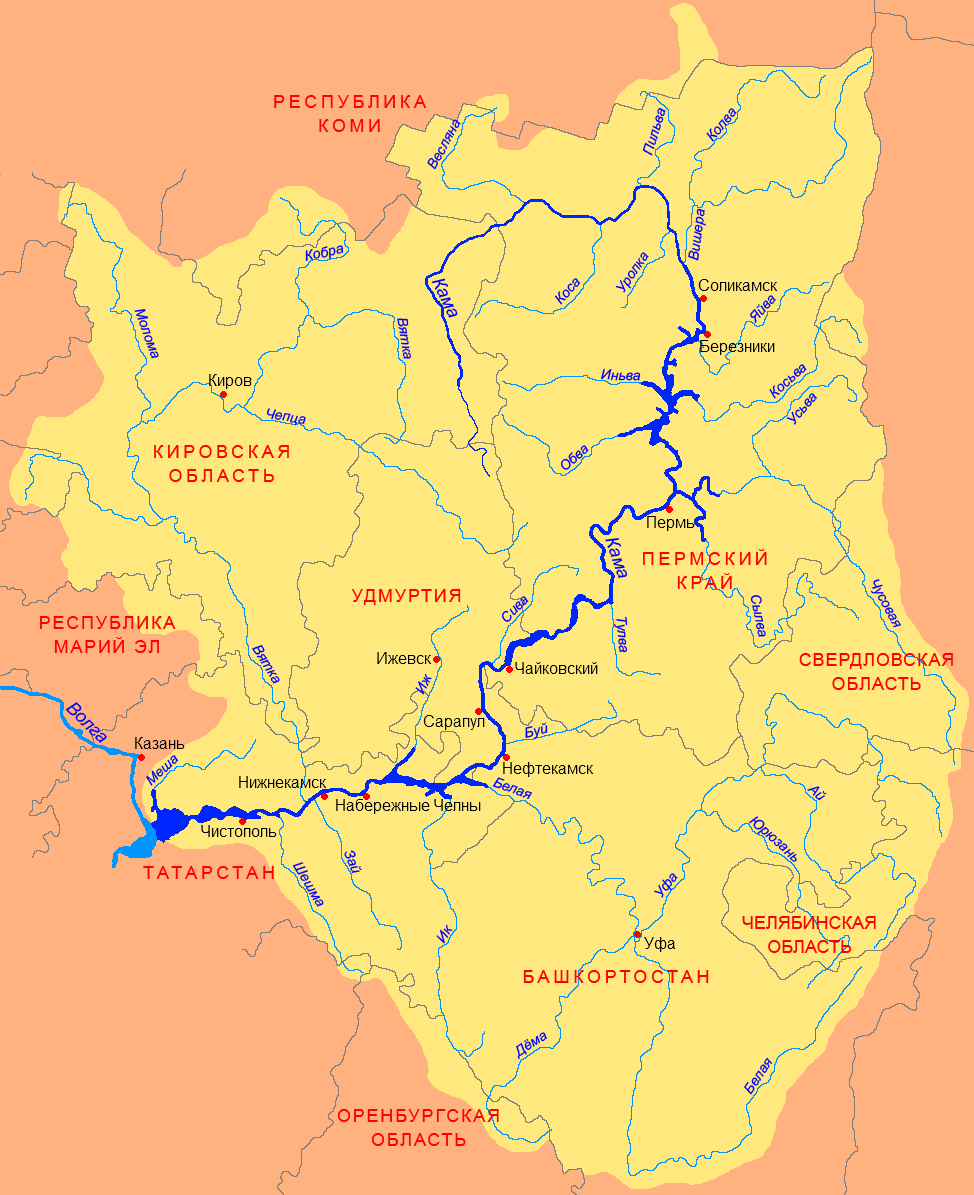
Бассейн Камы

О́бва — река в Пермском крае, правый приток Камы. Впадает в Обвинский залив Камского водохранилища. Длина реки — 247 км, площадь водосборного бассейна — 6720 км². Средняя высота водосбора — 191 м. Средний уклон — 0,5 м/км.

## География и гидрография
Начинается в лесах Верхнекамской возвышенности на северо-западе Сивинского района Пермского края, у границы Кировской области. Исток находится на водоразделе с бассейнами рек Леман и Колыч.
Верхнее течение реки проходит по Сивинскому району, в среднем течении по Карагайскому, а в нижнем течении незадолго до начала Обвинского залива река втекает на территорию Ильинского района. Некоторое время образует границу Сивинского и Карагайского районов, а также Карагайского и Верещагинского районов. Русло сильно извилистое, генеральное направление течения до села Карагай юго-восток, ниже — северо-восток.
Крупнейший населённый пункт на реке — село Карагай, райцентр Карагайского района. Кроме него река протекает сёла и посёлки Березники, Кизьва, Усть-Буб (Сивинский район); Салтыково (Верещагинский район); Зюкай, Запольская, Рождественск (Карагайский район); Кривец и Октябрьский (Ильинский район); а также ряд более мелких деревень. Посёлок Ильинский, райцентр Ильинского района, стоит на южном берегу Обвинского залива водохранилища. На северном берегу залива находится крупное село Сретенское.
Обва течёт в основном по открытой местности, в нижнем течении течёт среди полей и лугов. В низовьях образует большие излучины, в русле песчаные острова. Порогов и прочих естественных препятствий на реке нет. Скорость течения в весеннее половодье около 3,5 км/ч, летом — около 1,5 км/ч. Вдоль правого берега Обвы тянутся отроги Оханской возвышенности.
Впадает в Обвинский залив Камского водохранилища, который имеет длину более 30 км и ширину до 6 км. Устье реки находится в 780 км от устья Камы.

## Притоки
Крупнейшие притоки:
- левые: Язьва; Нердва;
- правые: Сива; Буб; Лысьва.

(указано расстояние от устья)
- 20 км: река Нердва (лв)
- 30 км: река Садиль (пр)
- 37 км: река Сюрва (Большая Сюрва) (лв)
- 46 км: река Серен (пр)
- 47 км: река Козим (пр)
- 50 км: река Козым (лв)
- 57 км: река Малая Ния (пр)
- 58 км: река Язьва (лв)
- 59 км: река Большая Ния (пр)
- 87 км: река Средняя Вежа (пр)
- 93 км: река Лысьва (пр)
- 124 км: река Такмак (пр)
- 127 км: река Буб (пр)
- 134 км: река Сива (пр)
- 162 км: река Тыка (лв)
- 171 км: река Кизьва (лв)
- 182 км: река Большой Чир (лв)
- 208 км: река Нож (лв)
- 221 км: река Белая (лв)

### Реки, впадающие в Обвинский залив
До образования Камского водохранилища данные реки впадали в Обву, после образования водохранилища впадают в Обвинский залив. Километраж приведён от начала Обвинского залива со стороны Камского водохранилища.
- 4,3 км: река Кемаль (пр)
- 17 км: река Мол (лв)
- 23 км: река Масляна (пр)
- 23 км: река Чолва (пр)
- 29 км: река Большой Кет (лв)
- 38 км: река Егва (пр)

## Данные водного реестра
По данным государственного водного реестра России относится к Камскому бассейновому округу, водохозяйственный участок реки — Кама от города Березники до Камского гидроузла, без реки Косьва (от истока до Широковского гидроузла), Чусовая и Сылва, речной подбассейн реки — бассейны притоков Камы до впадения Белой. Речной бассейн реки — Кама.
Код объекта в государственном водном реестре — 10010100912111100009226.